# Entella stegmanni
Entella stegmanni es una especie de mantis de la familia Mantidae.

## Distribución geográfica
Se encuentra en el Congo y Tanzania.